# (9680) Molina
(9680) Molina ist ein Asteroid des inneren Hauptgürtels, der am 22. Oktober 1960 von dem niederländischen Astronomenehepaar Cornelis Johannes van Houten und Ingrid van Houten-Groeneveld entdeckt wurde. Die Entdeckung geschah im Rahmen des Palomar-Leiden-Surveys, bei dem von Tom Gehrels mit dem 120-cm-Oschin-Schmidt-Teleskop des Palomar-Observatoriums aufgenommene Feldplatten an der Universität Leiden durchmustert wurden.
Der italienische Astronom Vincenzo Zappalà definiert in einer Publikation von 1995 (et al.) eine Zugehörigkeit von (9680) Molina zur Flora-Familie, einer großen Gruppe von Asteroiden, die nach (8) Flora benannt ist. Asteroiden dieser Familie bewegen sich in einer Bahnresonanz von 4:9 mit dem Planeten Mars um die Sonne. Die Gruppe wird auch Ariadne-Familie genannt, nach dem Asteroiden (43) Ariadne.
(9680) Molina ist nach dem mexikanischen Chemiker Mario J. Molina benannt, der 1995 gemeinsam mit Paul J. Crutzen und Frank Sherwood Rowland für Arbeiten zur Chemie der Erdatmosphäre, besonders über Bildung und Abbau von Ozon, den Nobelpreis für Chemie erhielt. Die Benennung des Asteroiden erfolgte am 11. November 2000. Nach Paul J. Crutzen wurde am selben Tag der Asteroid des inneren Hauptgürtels (9679) Crutzen benannt, nach Frank Sherwood Rowland ebenfalls am 11. November 2000 der Asteroid des äußeren Hauptgürtels (9681) Sherwoodrowland.